# Bad Innerlaterns

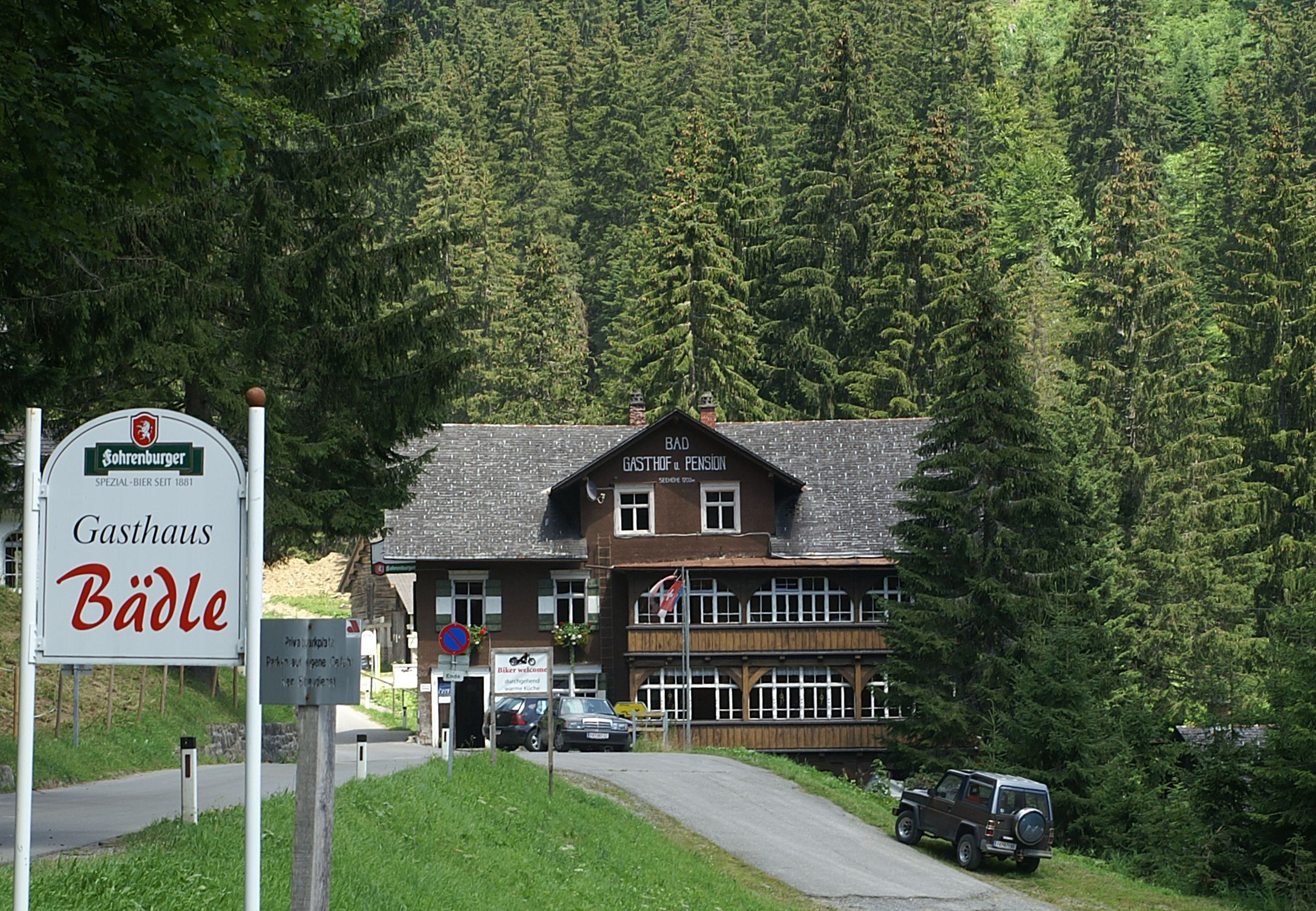
Bad Innerlaterns, heute Gasthof.

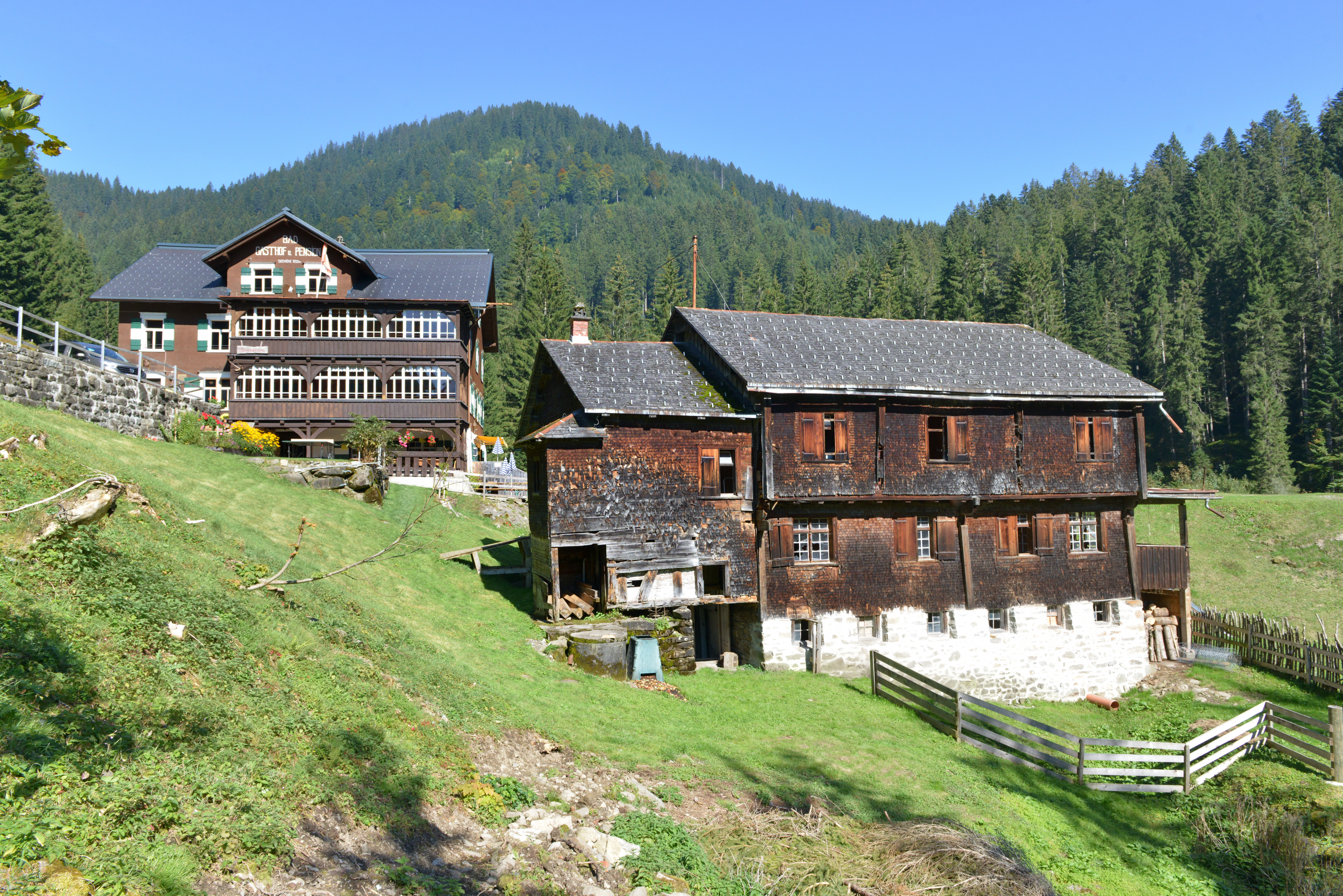
Ehemaliges Badhaus, dahinter das Gasthaus Innerlaterns ("Bädle").

Das Bad Innerlaterns (auch: Bad Laterns, Bädle oder hinteres Laternserbad, Hinterbad, inneres Laternserbad, 1147 m ü. A.) war ein in Laterns (Vorarlberg, Österreich) liegendes Heilbad und Gasthaus (heute nur noch Gasthaus) und liegt in der Parzelle „Bädle“ an der Landesstraße L 51.
Sowohl das Gasthaus als auch das ehemalige Badhaus sind denkmalgeschützte Objekte.

## Geschichte
Der Beginn des Badebetriebes in Bad Innerlaterns ist nicht bekannt. Am 24. Mai 1673 wurde vom Vogteiamt auf der Feldkircher Schattenburg der Klage des Rankweiler Landammann Anton Sonderegger stattgegeben, dass die Alpgenossen, der Badmeister Franz Weltin und die Gemeinde Laterns einen zuvor durch ein Unwetter zerstörten, seit alters her beim Bad Innerlaterns bestehenden, Steg auf eigene Kosten wieder zu errichten und zukünftig zu erhalten hätten. Die Hälfte der Kosten musste der Badmeister tagen.
1842 wurde das Bad von der Gemeinde Altenstadt (Feldkirch) ersteigert und 1870 die heute noch bestehende Kapelle errichtet (siehe: Kapelle Bad Innerlaterns).
Die Gaststätte wurde 2023 von der Agrargemeinschaft Rankweil-Meiningen erworben und anschließend saniert. Ab Herbst 2024 wurde der Gastbetrieb wieder aufgenommen.

## Badebetrieb und Heilquelle
Bei der Heilquelle handelte es sich um eine kalte Eisenquelle/Schwefelquelle mit 6 bis 9 °C Wassertemperatur. Die größte Bedeutung hatte das Bad im 19. Jahrhundert.
In Eduard Jos Kochs Abhandlung aus dem Jahr 1843: Abhandlung über Mineralquellen in allgemein wissenschaftlicher Beziehung und Beschreibung aller in der Oesterreichischen Monarchie bekannten Bäder und Gesundbrunnen, fand das Bad keine Erwähnung.
Das Heilwasser soll gegen Rheuma, Nervenleiden, Ischias geholfen haben.

## Geographie / Topographie
Bad Innerlaterns liegt am südlichen Grenze der Gemeinde Laterns zur Gemeinde St. Gerold, etwa 7 km Luftlinie vom Dorfzentrum Laterns, 15 km von Feldkirch und 33 km vom Bodensee, entfernt, im hinteren Drittel des Laternsertals. Etwa 80 m südöstlich von Bad Laterns führt der in die Frutz mündende Badbach vorbei (etwa 1,16 km lang). Der Badbach entsteht bei GwKm 1,16 aus dem Zusammenfluss des Garnitzabach und eines weiteren namenlosen Baches.
Südwestlich hinter dem Badhaus befindet sich ein etwa 1250 m2 großer Fischteich. Nordwestlich, direkt vor dem Badhaus, führt die L 51 vorbei.
Rings um das Bad Laterns befindet sich Parzellen, die an die frühere Bedeutung und Funktion des Bades erinnern, wie z. B. Badegg, Badwald, Bädle, Schweabel, Hinterbad, Badsteg.